# Marco Anzoletti
Marco Anzoletti   (Trento, 4 de juny de 1867 - Mesiano, 23 de gener de 1929) va ser un compositor i violinista italià.

## Biografia
Marco Anzoletti va néixer en el si d'una família de músics. El seu pare Luigi era violoncel·lista, de qui va rebre les seves primeres lliçons de música. Tots els seus oncles també eren músics: Francesco era pianista, organista i compositor, Giovanni era violinista i Giuseppe era violinista i compositor. La seva germana Luisa era poeta i escriptora, així com la seva companya de piano.
Després de rebre les seves primeres lliçons de la seva família, Anzoletti va ingressar al Conservatori de Milà el 1879. Allà va aprofundir els seus coneixements sobre el violí sota la tutela de Gerolamo d'Angelis i va estudiar composició amb Gaetano Coronaro. Després de graduar-se el 1885, Anzoletti va anar a Viena el 1886 per perfeccionar la seva interpretació del violí sota la direcció de Jakob Grün. Després va fer nombroses gires per Àustria i Itàlia, on va gaudir d'èxit i reconeixement. El 1889 va ser nomenat professor de violí al Conservatori de Milà.
L'activitat i el treball d'Anzoletti anaven encaminats a promoure la música de cambra i la música simfònica a Itàlia. Entre 1893 i 1894 va compondre les 24 variacions per violí i piano sobre un tema de Johannes Brahms. Anzoletti ha compost una àmplia gamma d'obres per a violí, incloent sonates, trios i quartets de corda, concerts i altres composicions amb acompanyament de piano o orgue. Anzoletti també va compondre música d'orgue. La seva composició Gran fantasia sacra per a dos orgues va guanyar un premi l'any 1909 en un concurs per provar els dos orgues de la Catedral de Milà. El 1902 Anzoletti va aconseguir un gran èxit a Viena amb la seva Cantata per a cor i gran orquestra i amb un Poema Simfònic: "L'ospite della terra" per a gran orquestra. Aquest últim va ser posteriorment adaptat per a violí i piano i es va interpretar a Milà el 1913.
Amb finalitats didàctiques, Anzoletti va compondre 12 Studi per la viola (Milà, 1919), Il repertorio del piccolo violinista (Milà, 1920), Moto perpetuo sopra movimenti di scale (Milà, 1920).
Anzoletti va compondre cinc òperes, totes amb llibrets propis: Militza o Sèrbia, un drama sobre la guerra entre el Principat de Montenegro i l'Imperi Otomà (1896–1897); Le Gare (1902); Faida, inspirada en Faida di Comune (1910–1915) de Giosuè Carducci; Belfagor, una adaptació de la novel·la de Nicolau Maquiavel (1920); i La fine di Mozart, estrenada al Teatre Lirico de Milà el 25 d'octubre de 1898.
A més de la seva obra de composició, Anzoletti també es va dedicar a escriure sobre temes musicals. Les seves obres inclouen un estudi de Giuseppe Tartini: estudi crític i biogràfic (1891), estudi d'un autor; Sulle vicende dell'arte e sulla vita di Wolfgang Amadeus Mozart, a "La Rassegna Nazionale", XXI (1899); Amb motiu del centenari de Domenico Cimarosa, a "La Rassegna Nazionale, XXIII" (1901); L'insegnamento del violino in Italia", a "La Rassegna Nazionale, XXXI" (1901); així com 43 sonets musicals (Milà, 1902); Mozart, scene della vita intima in cinque quadri (Milà, 1906); i La musica – Stagioni e metamorfosi, a "La Rassegna Nazionale" (1911).
Anzoletti va morir el 23 de gener de 1929 a la seva vil·la de Mesiano, un barri de Trento.
El 2023, el violista italià Marco Misciagna va interpretar l'estrena mundial del Concert No. 1 de Marco Anzoletti (1900) per a viola i orquestra a la Universitat Mahidol (Salaya, Tailàndia) per al 48è Congrés Internacional de Viola i el 2024 va realitzar l'estrena mundial del Concert per a violí i viola (un solista - dos instruments, 1915).

### Publicacions
- Giuseppe Tartini: estudi crític i biogràfic (1891)
- Sobre els esdeveniments de l'art i la vida de Wolfgang Amadeus Mozart, a La Rassegna nazionale, XXI (1899)
- Amb motiu del centenari de Domenico Cimarosa, a La Rassegna nazionale, XXIII (1901)
- L'ensenyament del violí a Itàlia, a La Rassegna nazionale, XXXI, (1901)
- Sonetos musicals (Milà, 1902)
- Mozart, Escenes de la vida íntima en cinc cuadros (Milà, 1906)
- Música - Temporades i metamorfosis, a La Rassegna nazionale, (1911)

## Composicions (parcials)

### Òperes
- Militza o Sèrbia (1896–1897)
- La fine di Mozart (1898)
- Le Gare (1902)
- Faida (1910–1915)
- Belfagor (1920)

### Música per a viola sol
- 12 estudis per a viola (Milà, Ricordi, 1919)
- 12 Studies Op.125 for Viola (Milà, Ricordi, 1929)[8][9]

### Música per a violí sol
- 5 Gran Capricci (1884)
- Sonata in stile antico (1908)
- 32 Preludi in tutte le tonalità (1909)
- Serenata en sol major (1909)
- Fantasia - Caprici en la major (1913)
- Aria e Fuga Sopra il Nome di Bach (1913)
- "Labyrinthos" 104 variacions (1916)
- Aria e Fuga Sopra un Tema del Trillo del Diavolo (1916)
- 36 preludis

### Música per a orquestra
Simfonies:
- Simfonia en do menor (1896)
- Simfonia en re menor núm. 1 (1897)
- Simfonia en re menor núm. 2
- Simfonia en la menor (1897)
- Simfonia en fa menor (1897)
- Simfonia en sol menor (1898)
- Simfonia en sol major (1898)
- Simfonia en do major (incompleta) (1898)
- Simfonia en re major (incompleta) (1898)
- Simfonia en fa major (incompleta) (1898)
- Simfonia en la major (1898)
- Simfonia en un moviment en la menor (1899)
- Simfonia – Obertura en do major (1899)
- Simfonia – Obertura en si bemoll major (1900)

Obertura:
- Obertura en mi bemoll major (1901)
- Obertura en fa major (1901)
- Obertura en re bemoll major (1901)
- Obertura en do menor (1901)
- Obertura Eroicómica en Do major
- Obertura en sol major

Concerts:
- Concert núm. 1 en fa menor per a viola i orquestra (1900)
- Concert núm. 2 en si major per a viola i orquestra (1915)
- Concert en do major per a violí/viola i orquestra (un solista, dos instruments - 1915)
- Concert núm. 1 en sol major per a violí i orquestra (1896)
- Concert núm. 1 en la major per a violí i orquestra (1899)
- Concert en fa major per a violí i orquestra (1899)
- Concert en fa sostingut menor per a violí i orquestra (1903)
- Concert en la menor per a violí i orquestra (1912)
- Concert en sol menor per a violí i orquestra (1912)
- Concert en do major per a violí i orquestra (1920)
- Concert núm. 2 en sol major per a violí i orquestra (1920)
- Concert en fa sostingut major per a violí i orquestra (1920)
- Concert en mi menor per a violí i orquestra (1920)
- Concert núm. 2 en la major per a violí i orquestra (1921)
- Concert en si major per a violí i orquestra (1921)
- Concert en mi major per a violí i orquestra (1921)
- Concert en si bemolle major per a violí i orquestra (1921)
- Concert en re major per a violí i orquestra

### Música de cambra
- Quartet núm. 1 en do major (1906)
- Quartet en la menor (1907)
- Quartet en la major (1907)
- Quartet en re menor (1908)
- Quartet en do menor (1908)
- Quartet núm. 2 en do major (1908)
- Quartet en sol major (1909)
- Quartet en re major (1909)
- Quartet en mi bemoll menor (1911)
- Quartet en fa sostingut major (1911)
- Quartet en fa sostingut menor (1911)
- Sextet en sol major per a 2 violins, 2 violes i 2 violoncels (1903)
- Sextet II en mi bemolle major per a 2 violins, 2 violes i 2 violoncels (1903)
- Quintet en sol major per a 2 violins, 2 violes i violoncel (1903)
- Quintet en do menor per a 2 violins, 2 violes i violoncel (1903)
- Quartet núm. 1 en mi bemoll major per a violí, viola, violoncel i piano (1892)
- Quartet en do major per a violí, viola, violoncel i piano (1892)
- Quintet núm. 1 en mi bemoll major per a 2 violins, viola, violoncel i piano (incomplet) (1893)
- Sextet II en Do minore per due violini, due viole, violoncello i pianoforte (1893)
- Trio núm. 2 en sol major per a violí, violoncel i piano (1893)
- Trio núm. 1 en sol menor per a violí, violoncel i piano (1893)
- Trio núm. 1 en do menor per a violí, violoncel i piano (1895)

### Música Didàctica
- El repertori del petit violinista (Milà, 1920)
- Moto perpetuo a escala (Milà, 1920)

## Discografia
- Marco Anzoletti: Quatre estudis per a viola solo - Estudis 2 i 5 (1919) / Estudis 2 i 11 Op.125 (1929) - Marco Misciagna, viola - MM11, 2024[10]
- Marco Anzoletti: Vite in Musica (RaiPlay Sound)[11]
- Marco Anzoletti: Golden Nothingness, cançons completes d'art inèdites per a soprano i piano (Da Vinci Classics, 2024)[12]